# Bárbara Mori
Bárbara Mori Ochoa (Montevideo; 2 de febrero de 1978) es una actriz de cine y televisión uruguayo-mexicana.

## Biografía

### Inicios
De ancestros españoles, libaneses y japoneses, a la edad de tres años sus padres se divorciaron quedando con sus dos hermanos, a cargo de su padre. Pasó su infancia viajando entre México y Uruguay. Cuando tenía 12 años de edad, se trasladó a la Ciudad de México con su padre y hermanos para vivir y establecerse definitivamente.
A la edad de 14 años, mientras ayudaba en la pizzería de su padre, llamada «La Nona» en la Colonia Insurgentes Mixcoac en México, conoció al diseñador Marcos Toledo, con quien trabajó como modelo por algunos años. Tras quebrar la pizzería, trabajó un tiempo en el restaurante japonés «Chico», ubicado en la colonia Del Valle. Más adelante inició estudios de actuación en el CEA Televisa, los cuales no concluyó.
En 1996 empezó a estudiar en el Centro de Estudios de Formación Actoral (CEFAC) de TV Azteca.

## Carrera artística
Mori comenzó su carrera participando en telenovelas de TV Azteca. Su primer melodrama fue Tric-Trac, en 1997. Sin embargo, el mismo año saltó a la fama interpretando a Mónica en Mirada de mujer. Más adelante protagonizó Azul tequila. 
En 1999, se trasladó a Miami por un año para protagonizar Me muero por ti. En 2001 participó en Amores, querer con alevosía, y también incursionó por primera vez en el cine, con la película Inspiración. 
Posteriormente, interpretó su primer papel como villana en Súbete a mi moto en 2002; ese mismo año obtuvo la nacionalidad mexicana.
En 2003 tuvo una corta participación en Mirada de mujer, el regreso. También dio vida a Fernanda en la telenovela de Telemundo Amor descarado, al lado de José Ángel Llamas.
En 2004 cuando firmó contrato con Televisa y protagonizó Rubí, al lado de Eduardo Santamarina, Jacqueline Bracamontes y Sebastián Rulli. Su actuación en esta telenovela le colocó en primeros planos.

En 2005 protagonizó la película La mujer de mi hermano, basada en la novela homónima de Jaime Bayly, filmada en Santiago de Chile, con producción peruana, argentina, mexicana y de Estados Unidos; la cinta recibió críticas diversas. Además, realizó la voz en español para Hispanoamérica de Cappy, en la cinta animada Robots.
En 2016, regresó al cine con la película Treintona, soltera y fantástica, donde encarna a Inés Duarte, una escritora que busca replantear su vida después de que su novio termina con ella. El filme logró posicionarse como una de las producciones mexicanas más taquilleras de ese año.

## Vida personal
A los 19 años, Mori sostuvo un romance con el actor y productor mexicano Sergio Mayer, con quien tiene un hijo, Sergio Mayer Mori, nacido en febrero de 1998. La pareja, que no contrajo matrimonio, se separó en buenos términos. En noviembre de 2016, a los 38 años, Bárbara se convirtió en abuela tras el nacimiento de su nieta Mila.

## Filmografía

### Televisión
- Las azules (2024) como Maria[8]
- La negociadora (2021) como Eugenia Velasco.[9]
- Dos Lunas (2014) como Soledad / Luna García.
- Rubí (2004) como Rubí Pérez Ochoa / Fernanda Martínez Pérez.
- Amor descarado (2003/04) como Fernanda Lira.
- Mirada de mujer, el regreso (2003/04) como Mónica San Milán.
- Súbete a mi moto (2002/03) como Nelly.
- Amores... querer con alevosía (2001) como Carolina Morales.
- Me muero por ti (1999) como Santa.
- Azul tequila (1998/99) como Azul Vidal.
- Mirada de mujer (1997/98) como Mónica San Milán.
- Al norte del corazón (1997)
- Tric-Trac (1996/97)

### Cine
- Mistura (2024) como Norma Piet[10]
- Tu eres mi problema (2021) Luisa[11]
- Todo lo invisible (2020) Amanda[12]
- El complot mongol (2018) como Martita
- Operación Concha (2017) como Joselyn Morales[13]
- Treintona, soltera y fantástica (2016) como Inés Duarte.[14]
- Alicia en el país de María (2014) como María[15]
- Cantinflas (2014) como Elizabeth Taylor.
- Viento en contra (2011) como Luisa Braniff.
- Kites (2009) como Natasha.
- Cosas insignificantes (2008) como Paola.
- Violanchelo (2008) como Consuelo 'Chelo' Rivas Ortiz
- Por siempre (2007) (cortometraje)
- Pretendiendo (2006) como Amanda/Helena.
- La mujer de mi hermano (2005) como Zoe.
- Inspiración (2001) como Alejandra.

### Teatro
- El coleccionista (2010) como Miranda.
- Celos dije (2002)
- Vaselina, al revés (2002)
- Vaselina, el musical (2001)

### Comerciales
- Saba
- Veet
- L'Oréal
- Pantene PRO-V
- Inka Chips

### Doblaje
- Robots (2005) como Cappi (Halle Berry).

## Premios y nominaciones

### Premios TVyNovelas
| Año  | Categoría                 | Telenovela      | Resultado |
| ---- | ------------------------- | --------------- | --------- |
| 2005 | Mejor actriz protagónica  | Rubí            | Ganadora  |
| 1998 | Mejor revelación femenina | Mirada de mujer | Ganadora  |

### Premios Juventud
| Año  | Categoría                      | Televisión/Persona     | Resultado |
| ---- | ------------------------------ | ---------------------- | --------- |
| 2005 | Chica que me quita el sueño    | Rubí                   | Ganadora  |
| 2006 | Chica que me quita el sueño    | Bárbara Mori           | Ganadora  |
| 2007 | Actriz que se roba la pantalla | La mujer de mi hermano | Ganadora  |

### Premios People en Español
| Año  | Categoría    | Película | Resultado |
| ---- | ------------ | -------- | --------- |
| 2010 | Mejor Actriz | Kites    | Ganadora  |

### TV Adicto Golden Awards
| Año  | Categoría                       | Nominados             | Resultado |
| ---- | ------------------------------- | --------------------- | --------- |
| 2010 | Mejor Protagonista de la década | Bárbara Mori por Rubí | Ganadora  |

### Premios Canacine
| Año  | Categoría               | Película               | Resultado |
| ---- | ----------------------- | ---------------------- | --------- |
| 2011 | Actriz mexicana del año | Viento en contra       | Ganadora  |
| 2009 | Actriz mexicana del año | Cosas insignificantes  | Nominada  |
| 2005 | Actriz mexicana del año | La mujer de mi hermano | Ganadora  |